# 克雷阿圣山

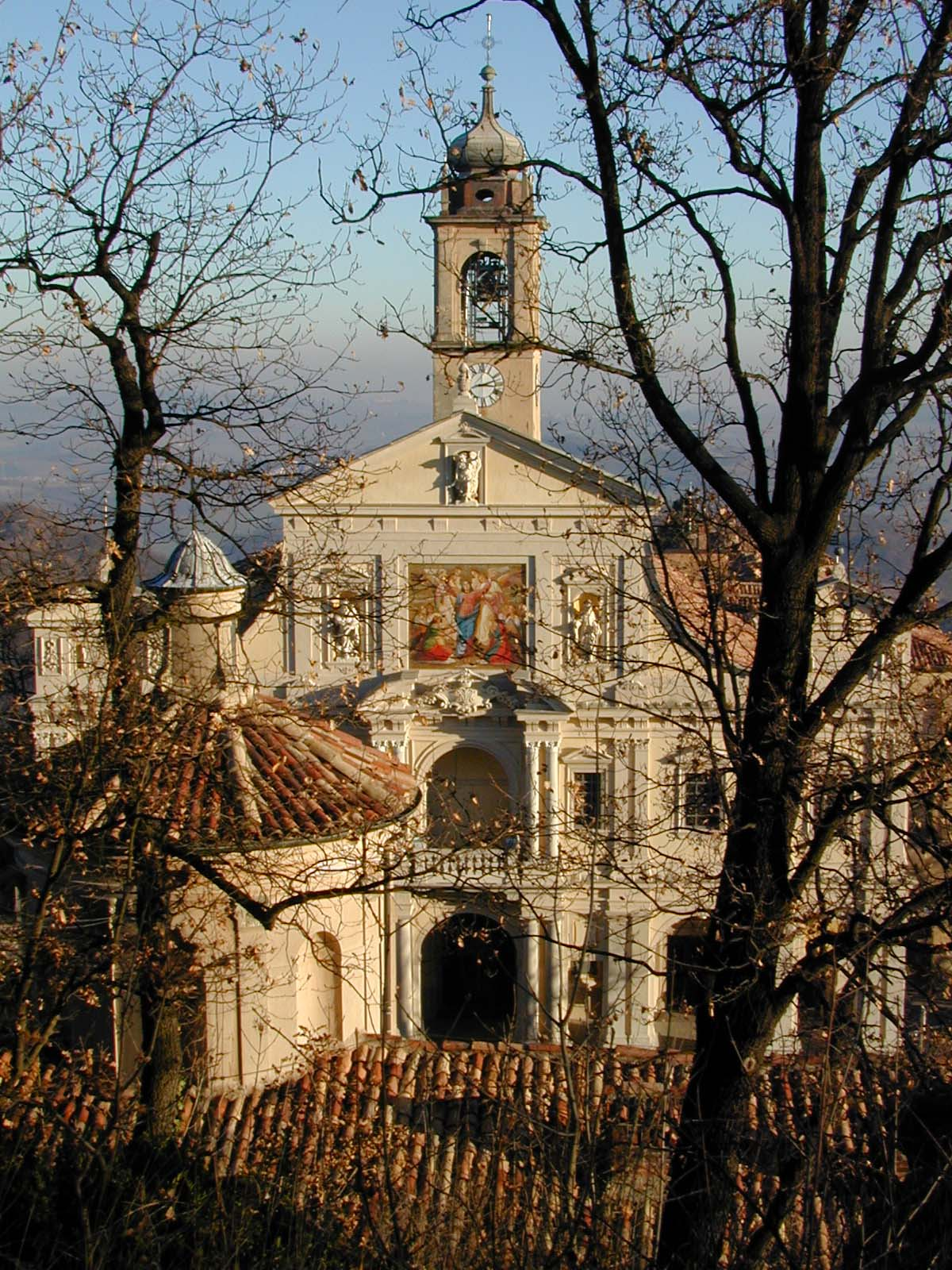

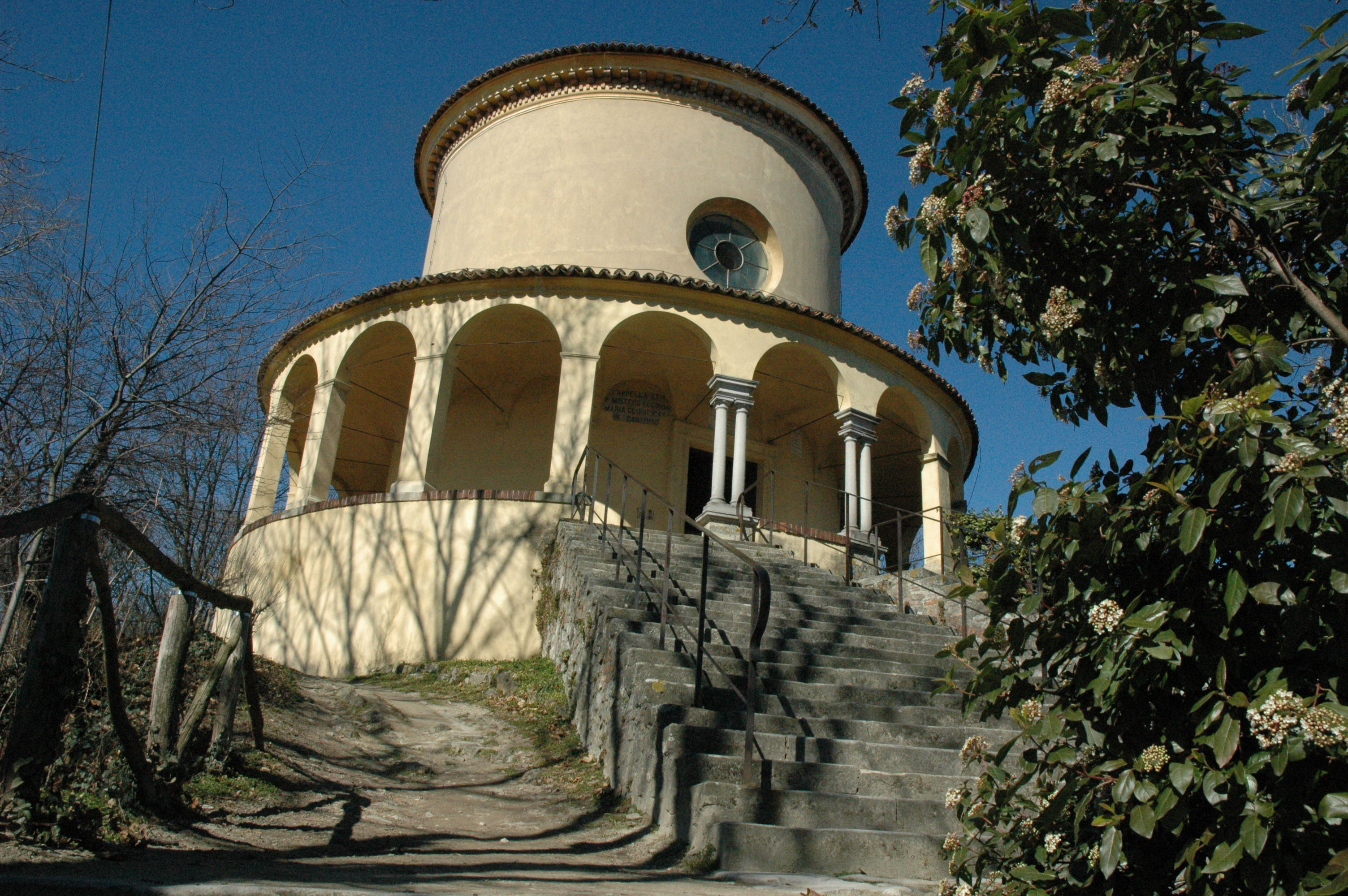
天堂小堂

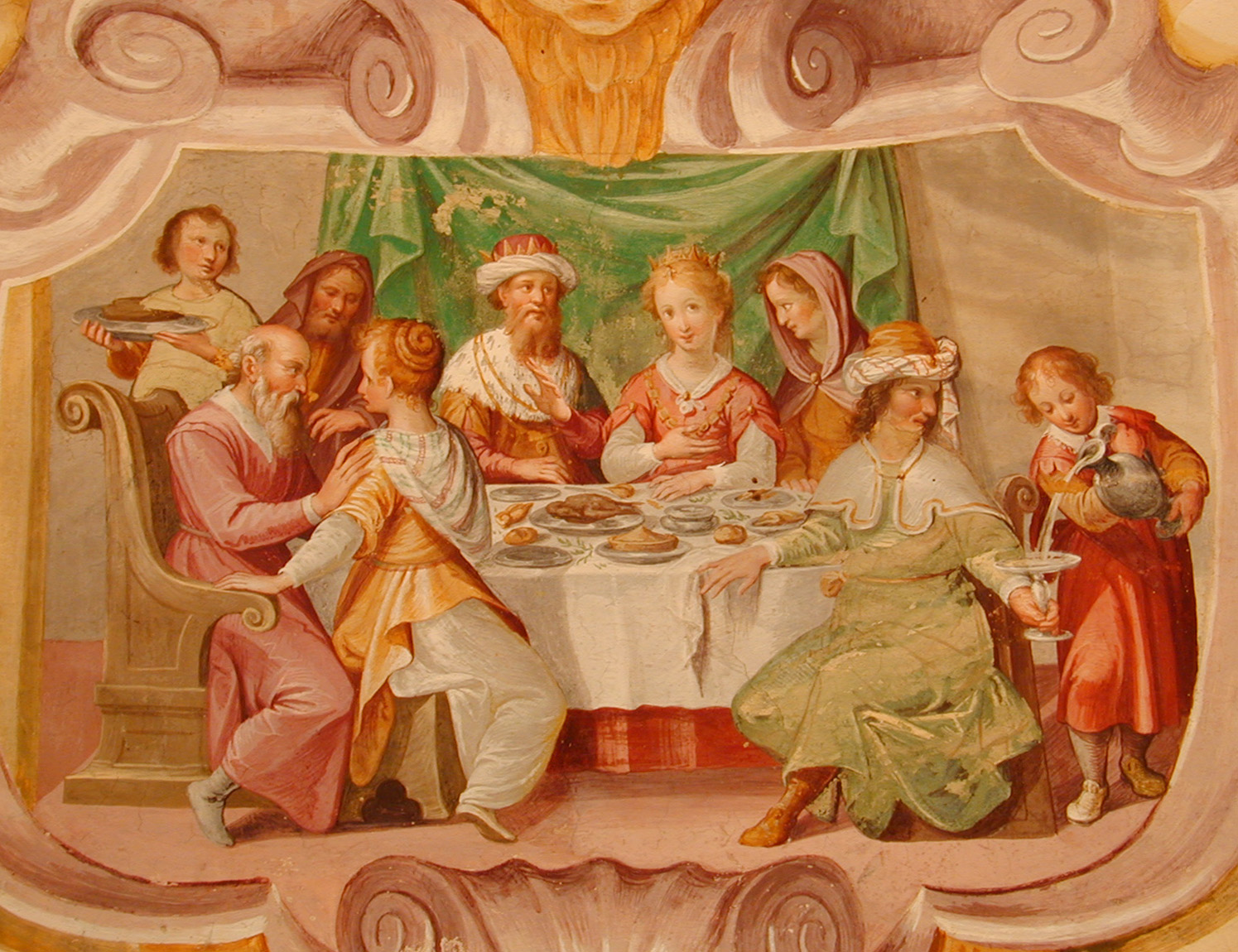
第十七小堂天花板湿壁画

克雷阿圣山（義大利語：Sacro Monte di Crea）是一个罗马天主教朝圣地，位于意大利北部皮埃蒙特大区亚历山德里亚省塞拉伦加-迪克雷阿。前往朝圣地要通过陡峭的山路，蜿蜒穿过一个树木繁茂的自然公园，公园的植物群由蒙費拉托堡摄影师弗朗西斯科·内格里（Francesco Negri）编入目录。

## 历史
朝圣地于1589年开始修建，围绕原有的圣母朝圣地。传统上认为维切利的圣欧瑟伯（Eusebius of Vercelli）在大约公元350年创建了朝圣地，安放了至今仍受到尊敬的圣母像。
在蒙费拉托最高的山丘上，拥有千年历史的朝圣地周围，有一批供奉玫瑰经奥迹的小堂。随着时间的推移，最初的布局已多次改变，1820年，在部分破坏后，开始了重要的修复工作。